# Lenguas otomaco-taparita
Las lenguas otomaco-taparita es una agrupación filogenética que comprende al otomaco y el taparita, dos lenguas de la Región de Los Llanos de Venezuela extinguidas durante la primera mitad del siglo XIX.
Además del otomaco y el taparita, Loukotka (1968) también enumera el maiba (o amaygua), una lengua extinta no documentada que se hablaba antiguamente en el Estado Apure, Venezuela, entre el río Cunaviche y el río Capanaparo.

## Vocabulario
La relación entre otomaco y el taparita fue establecida por Ángel Rosenblat (1936). Loukotka (1968) enumera los siguientes elementos de vocabulario básico para el otomaco y el  taparita.
| GLOSA      | Otomaco | Taparita |
| ---------- | ------- | -------- |
| 'uno'      | engá    | enda     |
| 'dos'      | dé      | deñiaro  |
| 'tres'     | yakia   | deni     |
| 'cabeza'   | dapad   | dupea    |
| 'ojo'      | inbad   | indó     |
| 'diente'   | miʔi    | mina     |
| 'hombre'   | andua   | mayná    |
| 'agua'     | ya      | ia       |
| 'fuego'    | núa     | muita    |
| 'sol'      | nua     | mingua   |
| 'maíz'     | onona   |          |
| 'jaguar'   | maéma   |          |
| 'casa'     | augua   | ñaña     |
| 'boca'     | yo      | ñonga    |
| 'lengua'   | yonna   | yonan    |
| 'labios'   | yopó    | yocoa    |
| 'dientes'  | mii     | mina     |
| 'nariz'    | nima    | nipa     |
| 'pestañas' | inñud   | indoñu   |
| 'frente'   | ipá     | ipa      |
Se puede encontrar mucho vocabulario adicional para el otomaco y  el taparita documentado en Rosenblat (1936), que contiene más de 400 palabras en ambas lenguas. El número de cognados obvios entre las dos lenguas de todas maneras, es modesto, es algo inferior al 30%.